# Londoner Vertrag (1827)
Der Londoner Vertrag vom 6. Juli 1827 wurde von Großbritannien, Frankreich und Russland geschlossen. Die drei europäischen Großmächte verlangten darin, dass die Revolutionäre in Griechenland und das Osmanische Reich ihre Feindseligkeiten einstellen und trachteten nach einem binnen eines Monats zu schließenden Waffenstillstand. Die verbündeten Mächte wollten erreichen, dass Konstantinopel einen unabhängigen griechischen Staat schaffe und boten dazu ihre Vermittlung an. Der Vertrag zielte für den Fall der Bildung eines griechischen Staates darauf ab, dass das Land weiter dem Osmanischen Reich zugehörig und der Sultan oberster Herrscher eines unabhängigen Griechenlands bleiben sollte.
Die im Mittelmeer stationierten Flotten der drei Mächte erhielten den Befehl, griechische Gewässer anzusteuern und Truppenentsendungen aus Ägypten nach Griechenland zu verhindern. Sie sollten Kampfhandlungen jedoch nur dann beginnen, wenn die Türken den Durchbruch zum Festland erzwingen wollten.
Das von den Gesandten am 16. August der Pforte überreichte Ultimatum blieb jedoch unbeantwortet. Das Osmanische Reich vertraute bei dieser Entscheidung auf die Stärke seiner Seestreitkräfte. Eine ägyptische Flotte, 89 Segel stark mit 5.000 Mann Truppen, war am 8. September in Navarino eingetroffen, um durch einen Hauptschlag dem ganzen Krieg in Griechenland ein Ende zu machen. In der Folge kam es kurz danach zur Schlacht von Navarino, bei der die Verbündeten siegten.